# En el principio

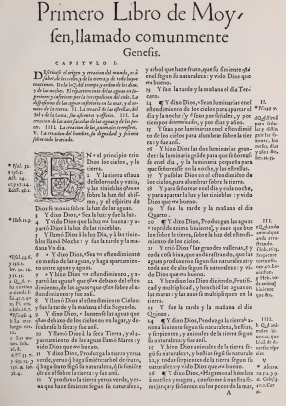
Génesis 1, en la traducción de la Biblia al español por Casiodoro de Reina (1569), también llamada Biblia del Oso.

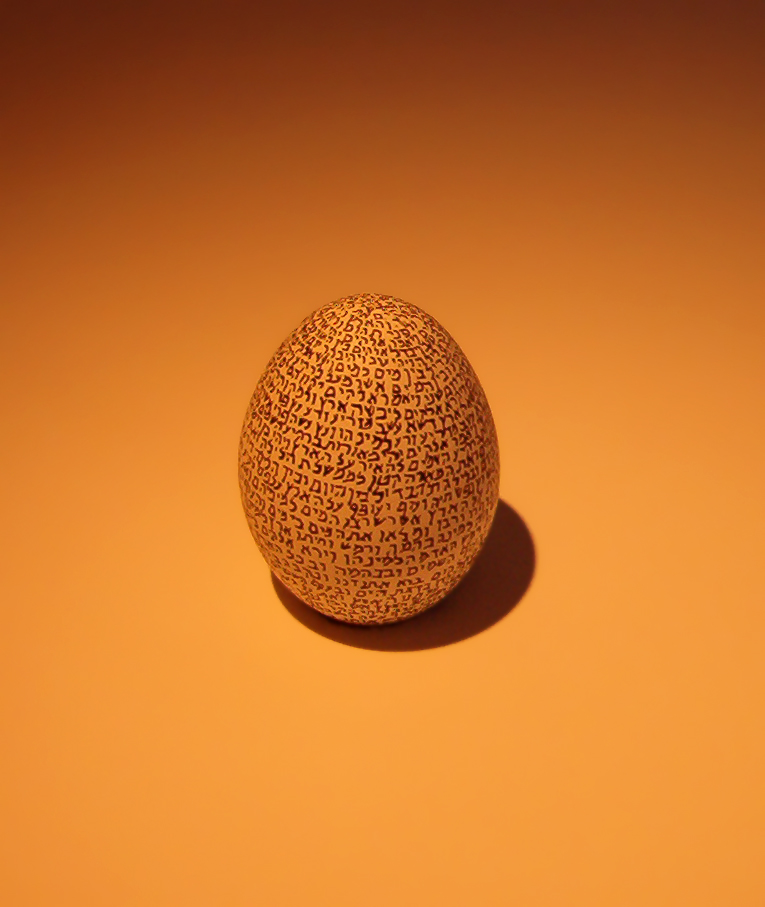
El primer capítulo de B'reshit o Génesis escrito en un huevo, Museo de Israel.

En el principio (en hebreo bíblico: בְּרֵאשִׁית, bereshit) es la frase inicial o íncipit que se usa en la Biblia en Génesis 1:1. En el Nuevo Testamento, Juan 1:1 utiliza la palabra ἀρχή (archē), que se traduce de la misma forma.

## Etimología
La palabra traducida en la Biblia hebrea es bereshit (בְּרֵאשִׁית): «En [el] principio». Está ausente el artículo definido «el», pero está implícito.
La palabra original usada en Juan 1:1 es Archē (ἀρχή): «principio» u «origen».

## Uso
En Génesis 1:1, el versículo completo se traduce:
בְּרֵאשִׁית בָּרָא אֱלֹהִים אֵת הַשָּׁמַיִם וְאֵת הָאָרֶץ

En el principio creó Dios los cielos y la tierra.
En Juan 1:1, el versículo completo se traduce:
Ἐν ἀρχῇ ἦν ὁ λόγος, καὶ ὁ λόγος ἦν πρὸς τὸν θεόν, καὶ θεός ἦν ὁ λόγος

En el principio era el Verbo, y el Verbo era con Dios, y el Verbo era Dios.

## Tradición y teología

### En el judaísmo
El libro del Génesis en su conjunto tiene el título de Bereshit (בְּרֵאשִׁית) por su íncipit en hebreo, al igual que con otros libros de la Biblia hebrea. La primera palabra, y por lo tanto el papel de Dios como Creador, se recita en la oración Aleinu, cerca del final de cada uno de los tres servicios de oración diarios.

### En el cristianismo

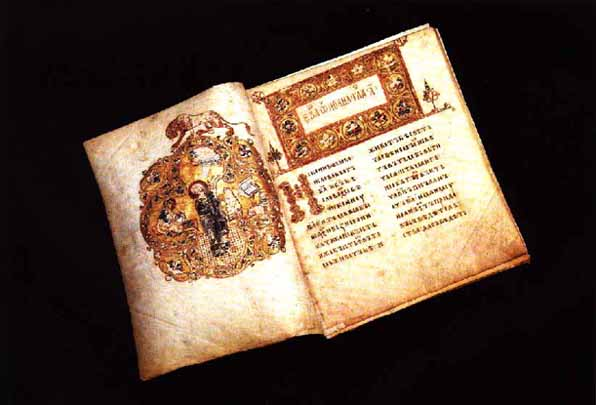
Juan 1:1 en el Evangeliario de Ostromir, con el retrato de Juan Evangelista, 1056 o 1057.

En la teología cristiana, Génesis 1:1 es comúnmente comparado con Juan 1:1, interpretándose como una alusión por parte de Juan el Apóstol. El teólogo Charles Ellicott escribió:
La referencia a las palabras iniciales del Antiguo Testamento es obvia, y es más sorprendente cuando recordamos que un judío hablaría y citaría constantemente al libro del Génesis como Berēshîth («en el principio»). Está bastante en armonía con el tono hebreo de este Evangelio, y difícilmente puede ser que San Juan escribiera su Berēshîth sin tener el [libro] de Moisés presente en su mente, y sin ser guiado por su significado.